# Canton d'Ax-les-Thermes
Le canton d'Ax-les-Thermes est une ancienne division administrative française située dans le département de l'Ariège.

## Géographie
Ce canton était organisé autour d'Ax-les-Thermes dans l'arrondissement de Foix. Son altitude variait de 618 m (Perles-et-Castelet) à 2 840 m (Mérens-les-Vals) pour une altitude moyenne de 976 m.

## Communes
Le canton d'Ax-les-Thermes était composé de 14 communes et comptait 3 014 habitants (population municipale) au 1er janvier 2010.
| Nom                         | Code Insee | Intercommunalité      | Superficie (km2) | Population (dernière pop. légale) | Densité (hab./km2) |
| --------------------------- | ---------- | --------------------- | ---------------- | --------------------------------- | ------------------ |
| Ax-les-Thermes (chef-lieu)  | 09032      | CC de la Haute-Ariège | 30,26            | 1 244 (2014)                      | 41                 |
| Ascou                       | 09023      | CC de la Haute-Ariège | 35,59            | 158 (2014)                        | 4,4                |
| L'Hospitalet-près-l'Andorre | 09139      | CC de la Haute-Ariège | 26,12            | 89 (2014)                         | 3,4                |
| Ignaux                      | 09140      | CC de la Haute-Ariège | 5,49             | 109 (2014)                        | 20                 |
| Mérens-les-Vals             | 09189      | CC de la Haute-Ariège | 80,12            | 165 (2014)                        | 2,1                |
| Montaillou                  | 09197      | CC de la Haute-Ariège | 8,61             | 18 (2014)                         | 2,1                |
| Orgeix                      | 09218      | CC de la Haute-Ariège | 18,39            | 82 (2014)                         | 4,5                |
| Orlu                        | 09220      | CC de la Haute-Ariège | 70,79            | 194 (2014)                        | 2,7                |
| Perles-et-Castelet          | 09228      | CC de la Haute-Ariège | 17,77            | 217 (2014)                        | 12                 |
| Prades                      | 09232      | CC de la Haute-Ariège | 28,97            | 40 (2014)                         | 1,4                |
| Savignac-les-Ormeaux        | 09283      | CC de la Haute-Ariège | 28,31            | 398 (2014)                        | 14                 |
| Sorgeat                     | 09298      | CC de la Haute-Ariège | 18,92            | 89 (2014)                         | 4,7                |
| Tignac                      | 09311      | CC de la Haute-Ariège | 3,53             | 22 (2014)                         | 6,2                |
| Vaychis                     | 09325      | CC de la Haute-Ariège | 4,49             | 25 (2014)                         | 5,6                |

## Représentation

### Conseillers généraux de 1833 à 2015
| Période                                  | Période           | Identité                                             | Étiquette           | Qualité |
| ---------------------------------------- | ----------------- | ---------------------------------------------------- | ------------------- | --- |
| 1833                                     | 1848              | Marquis Jean François de Thonel d'Orgeix (1783-1856) |                     | Colonel de la Garde Nationale, maître de forges, propriétaire du château d'Orgeix Maire d'Orlu                                                              |
| 1848                                     | 1852              | Pierre de Roussillou (1795-1874)                     |                     | Viguier d'Andorre, propriétaire et juge de paix à Ax-les-Thermes                                                                                            |
| 1852                                     | 1868 (décès)      | Henry Didier                                         | Majorité dynastique | Avocat député au Corps Législatif (1852-1868) |
| 1868                                     | 1879              | Benjamin Rivière                                     |                     | Notaire, maire d'Ax-les-Thermes |
| 1879                                     | 1886              | Jean Not                                             | Républicain         | maire d'Ignaux |
| 1886                                     | 1891 (démission)  | Charles Sans-Leroy                                   | Républicain         | Avocat puis préfet maire de Daumazan-sur-Arize, de Camarade, député (1885-1889)                                                                             |
| 1891                                     | 1891 (annulation) | Charles de Thonel d'Orgeix (1846-1910)               | Droite              | Maire d'Orgeix, conseiller d'arrondissement |
| 1891                                     | 1898 (annulation) | Georges Rivière-Boulié (1849-1924)                   | Républicain         | Propriétaire à Ax-les-Thermes |
| 1898                                     | 1898 (annulation) | M. Berger                                            | Républicain         | |
| 1898                                     | 1904              | Georges Rivière-Boulié                               | Républicain         | Propriétaire à Ax-les-Thermes |
| 1904                                     | 1905 (décès)      | Hircam Bonnans                                       | radical             | Docteur en médecine maire d'Ax-les-Thermes |
| 1905                                     | 1938              | François Gomma                                       | RG                  | Médecin Maire d'Ax-les-Thermes Président du Conseil général                                                                                                 |
| 1938                                     | 1940              | Louis Bonafous                                       | Rad.                | Médecin à Ax-les-Thermes Nommé membre de la Commission administrative départementale en 1941                                                                |
|                                          |                   |                                                      |                     | |
| 1943                                     | 1945              | Jean Trapé                                           |                     | Hôtelier Conseiller municipal d'Ax-les-Thermes Nommé conseiller départemental en 1943                                                                       |
|                                          |                   |                                                      |                     | |
| 1945                                     | 1951              | Pierre Aliot                                         | SFIO                | Ancien conseiller municipal d'Ax-les-Thermes |
| 1951                                     | 1958              | Paul Salette (1906-1962)                             | Rad.                | Pharmacien, maire d'Ax-les-Thermes |
| 1958                                     | 1976              | Omer Carrière (1896-1983)                            | SFIO puis PS        | maire d'Ascou |
| 1976                                     | 2015              | Augustin Bonrepaux                                   | PS                  | Enseignant à la retraite député de l'Ariège (1981-2007) président du Conseil général (2001-2014) maire d'Orlu (1966-1995) puis d'Ax-les-Thermes (1995-2001) |
| Les données manquantes sont à compléter. |                   |                                                      |                     | |

### Conseillers d'arrondissement (de 1833 à 1940)
| Période                                  | Période | Identité                          | Étiquette           | Qualité |
| ---------------------------------------- | ------- | --------------------------------- | ------------------- | --- |
| 1833                                     | 1839    | Pierre Dominique Bonnel de Pradal |                     | Propriétaire à Ax                                                                                           |
| 1839                                     | 1845    | M. Chrestin                       |                     | Notaire à Ax                                                                                                |
| 1845                                     | 1871    | M. Clergue                        |                     | Négociant à Ax                                                                                              |
|                                          |         |                                   |                     | |
| 1889                                     | 1891    | Charles de Thonel d'Orgeix        | Droite              | Officier Capitaine de Cavalerie au 9e chasseur, Command.16e corps d'armée Maire d'Orgeix                    |
| 1891                                     | 1895    |                                   |                     | |
| 1895                                     | 1901    | M. Estèbe                         | Républicain         | |
| 1901                                     | 1904    | Joseph Astrié                     | Républicain radical | Huissier, maire d'Ax-les-Thermes                                                                            |
|                                          |         |                                   |                     | |
| 1910                                     |         | Émile-Gustave Champeu             | Radical             | Ancien maire, conseiller municipal d'Ax-les-Thermes                                                         |
|                                          | 1940    | M. Bonrepaux                      | PRS                 | |
| 1940                                     |         |                                   |                     | Les conseils d'arrondissement ont été suspendus par la loi du 12 octobre 1940 et n'ont jamais été réactivés |
| Les données manquantes sont à compléter. |         |                                   |                     | |

## Démographie
| 1962  | 1968  | 1975  | 1982  | 1990  | 1999  | 2006  | 2011  | 2012  |
| ----- | ----- | ----- | ----- | ----- | ----- | ----- | ----- | ----- |
| 3 351 | 3 092 | 2 915 | 2 695 | 2 881 | 2 978 | 3 060 | 3 005 | 2 975 |